# Rafael dos Santos Franciscatti
Rafael dos Santos Franciscatti (nacido el 9 de abril de 1983) es un exfutbolista brasileño que se desempeñaba como centrocampista.
Jugó para clubes como el Shonan Bellmare.

## Trayectoria

### Clubes
| Club            | País  | Año  |
| --------------- | ----- | ---- |
| Shonan Bellmare | Japón | 2003 |

## Estadística de carrera

### J. League
| Club            | Año   | J. League | J. League | Copa J. League | Copa J. League | Total | Total |
| Club            | Año   | Part.     | Goles     | Part.          | Goles          | Part. | Goles |
| --------------- | ----- | --------- | --------- | -------------- | -------------- | ----- | ----- |
| Shonan Bellmare | 2003  | 1         | 0         | -              | -              | 1     | 0     |
| Total           | Total | 1         | 0         | 0              | 0              | 1     | 0     |